# شمس أباد (أميرية)
شمس أباد (بالفارسية: شمس‌آباد) هي منطقة سكنية تقع في إيران في قسم أمیریة الريفي. يقدر عدد سكانها بـ 366 نسمة .